# Île du château de Vyborg
Pour les articles homonymes, voir Île du Château.
L'île du château ou  Zamkovyj (en russe : Остров Замковый, Ostrov  Zamkovyj) est une île du golfe de Finlande située à Vyborg en Russie.

## Description
Le château de Vyborg est construit en 1293 sur cette petite île qui était à l'origine dans l'embouchure de la Vuoksi.
L'île est située dans le détroit du château séparant l'île Tverdysh du continent.
La largeur du détroit entre l'île du château et le continent est d'environ 25 m, et la distance entre l'île Tverdysh et le château est d'environ 100 m.
Les deux îles sont reliées au continent par le pont du château.
Géographiquement, l'île est situé dans le quartier Petrovsky de la ville de Vyborg